# Slottet Kastellaun

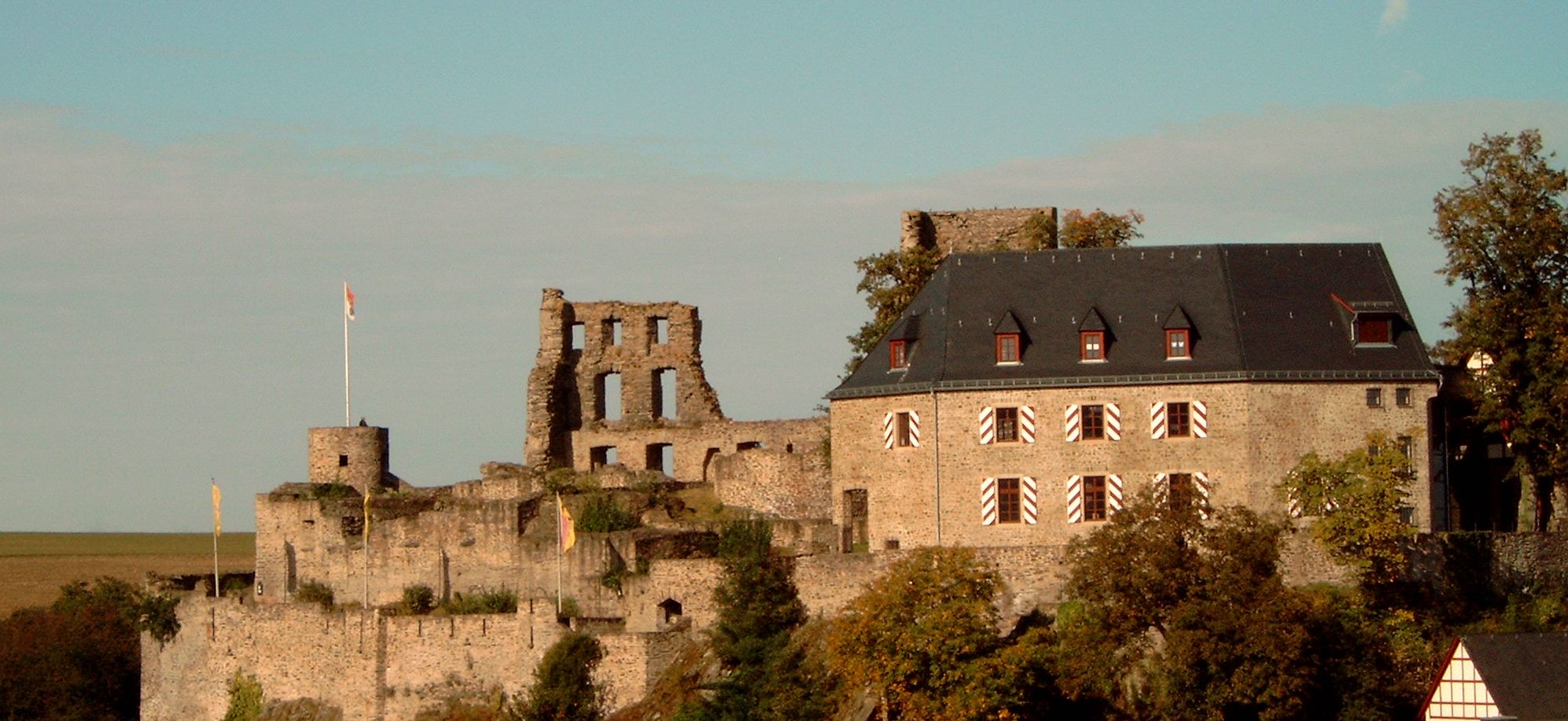

Slottet Kastellaun, även känt som Slottet Sponheim, är en slottsruin belägen i Kastellaun i Rheinland-Pfalz i Tyskland. Slottet grundades av greve Simon II von Sponheim år 1226.
Slottet förstördes i ett krigsslag 1689.

## Edvard Fortunatus av Baden
Edvard Fortunatus av Baden dog på slottet Kastellaun år 1600.